# Борогидрид натрия
Борогидри́д на́трия (тетрагидридоборат натрия) — бесцветные кристаллы, хорошо растворимые в полярных органических растворителях и воде. Относится к классу борогидридов.

## История
Впервые борогидрид натрия был получен, вероятно, Штоком. Однако позже, поскольку Шток привел формулу NaB2H6, было показано, что он имел дело со смесью NaBH4 и NaB3H8. Поэтому открытие борогидрида в 1940-м году приписывают Герману Шлесингеру, который в то время исследовал борогидриды металлов для военного применения.

## Физические свойства
Из водных растворов борогидрид натрия при температурах выше 36,3 °C кристаллизуется в безводном виде, при более низких температурах — в виде кристаллогидрата состава NaBH4·2H2O, также образует сольваты с пиридином, гидразином и диметилформамидом. Кристаллическая структура при нормальных условиях кубическая гранецентрированная ({{{1}}}, {{{1}}}, пространственная группа Fm3m), ниже −80 °С переходит в тетрагональную модификацию (а = 0,4354 нм, с = 0,5907 нм).

## Получение
Борогидрид натрия синтезируют взаимодействием гидрида натрия (в том числе образуемого in situ) с трихлоридом бора или борным ангидридом:
{\displaystyle \mathrm {BX_{3}+4NaH\rightarrow NaBH_{4}+3NaX} ,}
{\displaystyle \mathrm {X=Cl,{1 \over 2}O} .}
Также может быть синтезирован реакцией диборана с гидридом или метилатом натрия:
{\displaystyle \mathrm {2NaH+B_{2}H_{6}\rightarrow 2NaBH_{4}} ,}
{\displaystyle \mathrm {3CH_{3}ONa+2B_{2}H_{6}\rightarrow 3NaBH_{4}+B(OCH_{3})_{3}} .}
Борогидрид натрия можно получить при нагревании смеси гидрида натрия и триалкилбората при температуре 225-250°С в отсутствие растворителя:
{\displaystyle \mathrm {4\,NaH+B(OR)_{3}\rightarrow NaBH_{4}+3\,NaOR;R=CH_{3},C_{2}H_{5}} .}
Может быть получен реакцией ортобората натрия с алюминием и водородом при нагревании.

## Очистка
Для очистки борогидрида, который часто загрязнен примесями, используют методы экстракции и перекристаллизации. В качестве растворителей используют воду, жидкий аммиак, изопропиламин и диглим. Самый дешевый способ - это перекристаллизация из водно-щелочных растворов. Борогидрид натрия растворяют в щелочи, потом фильтруют в токе азота, после чего охлаждают. После охлаждения осадок отделяют фильтрованием, затем кристаллы дигидрата борогидрида натрия помещают в эксикатор. Полное обезвоживание проводят при постепенном подъеме температуры до 100°С с выдерживанием в течение 3-4 ч. Конечный борогидрид имеет чистоту до 98,5%. Использование для перекристаллизации жидкого аммиака ограничивается необходимостью использовать специальное оборудование, а изопропиламина и диглима тем, что это относительно редкие и дорогие растворители.

## Химические свойства

### Органический синтез
NaBH4 восстанавливает многие карбонильные соединения. Как правило, его используют в лабораторной практике для превращения альдегидов и кетонов в спирты. Он эффективно восстанавливает хлорангидриды и ангидриды карбоновых кислот, α-гидроксилактоны,  сложные тиоэфиры и имины при комнатной температуре и ниже. Для восстановления сложных эфиров требуются повышенные температуры, тогда как карбоновые кислоты и амиды не восстанавливаются вовсе. NaBH4 реагирует с водой и спиртами с выделением водорода и образованием соответствующего бората, причем реакция ускоряется при пониженном рН. 
Тем не менее восстановление кетонов и альдегидов посредством борогидрида натрия проводят в среде спирта, обычно метанола или этанола. Механизм восстановления был подробно исследован по кинетическим данным и в отличие от того, что написано во многих учебниках, не включает 4-членный переходный комплекс типа гидробората алкена или 6-членный комплекс, включающий молекулу спирта-растворителя. Необходима активация водородной связи, поскольку восстановление не протекает в апротонных растворителях вроде диглима. Однако учитывая, что порядок реакции по спирту составляет 1,5, тогда как по карбонильному соединению и борогидриду 1, по-видимому, реализуется более сложный механизм, чем тот, который предполагает образование 6-членного переходного комплекса. Полагают, что происходит одновременная активация карбонильного соединения и борогидрида, включающая взаимодействие со спиртом и алкоксидным ионом.
α,β-Ненасыщенные кетоны имеют тенденцию к восстановлению в 1,4-положение, хотя, как правило, получаются смеси продуктов. Насыщенные кетоны образуются при использовании в качестве растворителя пиридина, причем при избытке борогидрида кетонная группа восстанавливается тоже. Добавление хлорида церия повышает селективность 1,2-восстановления ненасыщенных кетонов (реакция Луше). α,β-Ненасыщенные сложные эфиры претепевают 1,4-восстановление в присутствии NaBH4
В системе NaBH4-MeOH, образованной добавлением метанола к борогидриду натрия в кипящем ТГФ, эфиры восстанавливаются до соответствующих спиртов Смешивание борогидрида с водой или спиртом приводит к тому, что его часть превращается в эфир, который более эффективен в восстановлении, однако самопроизвольно разлагается с образованием водорода и боратов. Такой же процесс может происходить внутримолекулярно: α-кетоэфир превращается в диол, тогда как образующийся спирт атакует борогидрид, что приводит к образованию эфира борогидрида, который затем восстанавливает соседний эфир. 
Реакционная способность NaBH4 может быть повышена рядом соединений.

### Окисление
Окисление иодом в тетрагидрофуране дает боран-тетрагидрофурановый комплекс, который может восстанавливать карбоновые кислоты.
Частичное окисление борогидрида натрия иодом дает октагидротриборат:
3 BH4−  +  I2  →  B3H8−  +  2 H2  +  2 I−

### Координационная химия
BH4− может выступать в роли лиганда для ионов металлов. Подобные борогидридные комплексы может получить по реакции NaBH4 (или LiBH4) с соответствующим галогенидом металла. В качестве примера можно привести производное титаноцена:
2 (C5H5)2TiCl2  +  4 NaBH4   →   2 (C5H5)2TiBH4  +  4 NaCl  +  B2H6  +  H2

### Протонолиз и гидролиз
В присутствии металлических катализаторов борогидрид натрия гидролизуется с выделением водорода. На этой способности основаны прототипы борогидридных топливных элементов: 
NaBH4 + 2 H2O → NaBO2 + 4 H2 (ΔH < 0)

## Применение
Борогидрид натрия применяют в целлюлозно-бумажном производстве. Его используют для получения отбеливающего агента дитионита натрия, который образуется при действии борогидрида натрия на сернистый газ в щелочной среде.
Борогидрид натрия можно применять в топливных элементах, и это дает много преимуществ: приемлемая скорость процесса при низкой и даже отрицательной температуре; негорючесть и стабильность растворов борогидрида; нетоксичные продукты реакции H2 и NaBO2; возможность регенировать борат обратно в борогидрид; высокая чистота образующегося водорода; контроль скорости реакции подбором катализатора. Тем не менее борогидридные топливные элементы не так распространены, потому что стоимость производимой электроэнергии слишком высока, что обусловлено дороговизной Pt-содержащих катализаторов, ионообменных мембран и самого борогидрида.

## Токсичность
Токсичен при приёме внутрь и вдыхании пыли, раздражает кожу.